# 하가 류노스케
하가 류노스케(일본어: 羽賀 龍之介, はが りゅうのすけ, 1991년 4월 28일~)는 일본의 유도 선수이다. 2016년 하계 올림픽 남자 하프헤비급에서 동메달을 획득했으며, 2015년 세계 유도 선수권 대회에서 우승했다.